# 大魔術師"X"のダブル・トリック
『大魔術師"X"のダブル・トリック』（だいまじゅつしエックスのダブルトリック、原題: 大魔術師、英語題: The Great Magician）は、2011年に制作された香港映画。日本ではシネマート六本木、シネマート心斎橋にて開催された「2012－2013 冬の香港傑作映画まつり」でデジタル上映された。 

## キャスト
- 張賢 - トニー・レオン （日本語吹替：藤原啓治）
- 雷大牛 - ラウ・チンワン （日本語吹替：相沢まさき）
- 柳蔭 - ジョウ・シュン （日本語吹替：園崎未恵）
- ラム・シュー
- 澤田拳也
- ダニエル・ウー （特別出演）
- チョン・プイ （日本語吹替：こねり翔） （特別出演）
- アレックス・フォン （特別出演）
- ツイ・ハーク （特別出演）
- ヴィンセント・クォック （特別出演）

## スタッフ
- 監督：イー・トンシン
- 製作：アルバート・ヤン、ユー・ドン、ジェフリー・チャン
- 脚本：イー・トンシン、チュン・ティンナム、ラウ・ホーリョン
- 撮影：北信康
- アクション監督：トン・ワイ、コン・トーホイ
- 美術：イー・チュンマン（英語版）